# Chuyến bay 269 của One-Two-GO Airlines
Ngày Chủ Nhật, 16 tháng 9 năm 2007, Chuyến bay số 269 của hãng hàng không One-Two-GO Airlines đã rơi sau khí chạm vào đường băng một cách nặng nề trong khi đang cố gắng hạ cánh dưới trời mưa nặng hạt và gió thổi tạt ngang tại Sân bay quốc tế Phuket ở đảo nghỉ mát Phuket của Thái Lan. Chiếc McDonnell Douglas MD-82, đã rời Bangkok từ Sân bay Don Mueang vào lúc 3h30 sáng Giờ Đông Bắc Mỹ và dự kiến hạ cánh tại Phuket lúc 4h50 giờ Đông Bắc Mỹ, đã trượt ra khỏi đường băng, nứt ra làm đôi và nổ bùng lên ngọn lửa sau một nỗ lực có vẻ muốn thực hiện một cú bay lên lại.

123 hành khách và 7 phi hành đoàn ở trên máy bay. BBC News đã tường trình rằng có ít nhất 88 hành khách đã bị tử vong.
Ban An toàn Giao thông Quốc gia cũng biểu thị ý định trợ giúp điều tra.

## Những người sống sót

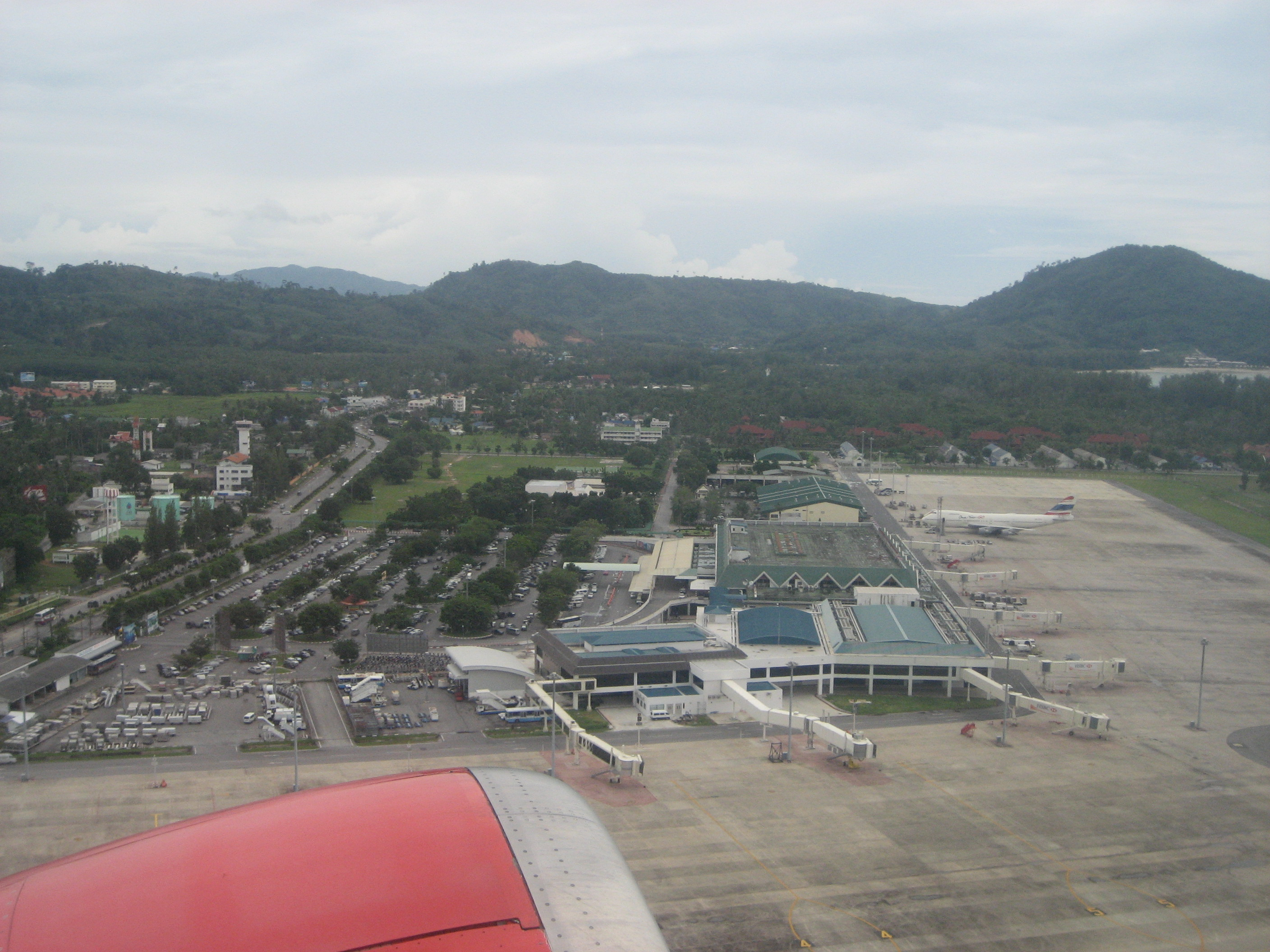
Cảnh nhìn từ trên cao của Sân bay quốc tế Phuket với một chiếc máy bay của One-Two-GO Airlines đỗ ở bên nhà ga.

88 người, bao gồm 2 phi công đã thiệt mạng. Xác các nạn nhân thu lượm được từ vụ rơi này đã được đặt ở thính đường tại nhà ga của Sân bay Phuket do thiếu các hộp ướp lạnh tại các bệnh viện địa phương. Phần lớn các nạn nhân bị mắc kẹt trong máy bay và bị thiêu sống trong cabin và một số bị thiêu cháy không nhận diện được. Để gia tăng công tác khắc phục, Bộ trưởng ngoại giao Úc Alexander Downer nói đất nước ông đã đề nghị phái một tổ nhận dạng nạn nhân đặc biệt đến đây. 55 người chết là người nước ngoài, và người ta tin rằng tất cả đều là công dân từ Australia, Úc và một người từ Ireland. Công ty mẹ của hãng One-Two-Go Airlines, Orient Thai Airlines, và hãng hàng không quốc gia Thái Lan Thai Airways, đã tổ chức các chuyến bay đặc biệt cho các thân nhân các hành khách. Thai Airways cũng gửi một đội hỗ trợ các gia đình đến Phuket để giúp các thân nhân xử lý vụ rơi này. Do sân bay vẫn còn đóng cửa đối với các chuyến bay, những người thân sẽ bay đến Krabi gần đó trước khi được chở tới Phuket bằng xe bus.
Hai bệnh viện địa phương chữa trị cho những nạn nhân bị thương đã cung cấp con số như sau:
1 người Úc, 1 người Áo, 8 người Anh quốc, 2 người Hà Lan, 4 người Đức, 3 người Iran, 3 Ai Len, 2 người Israel, 1 người Italia, 2 người Thụy Điển, 14 người Thái